# 고봉실 아줌마 구하기
《고봉실 아줌마 구하기》는 2011년 12월 17일부터 2012년 4월 15일까지 방영된 TV조선 토일 드라마로 TV조선 개국 첫 드라마이다.

## 줄거리
꽃을 좋아하는 50대 주부 고봉실이 평화로운 남해마을에서, 남편의 갑작스런 죽음과 함께 찾아온 파산 위기를 모면하고자 서울 이태원으로 상경해 각박한 세상에 당당하게 부딪치며 제2의 인생을 멋지게 살아가는 이야기

## 등장인물

### 주요 인물
- 김해숙 : 고봉실 역
- 천호진 : 데이비드 김 역
- 독고영재 : 서준태 역
- 김혜옥 : 박원숙 역

### 그 외 인물
- 이승민 : 서윤영 역
- 김영준 : 배경수 역
- 루나 : 서인영 역
- 김규종 : 니키 역
- 윤준성 : 박재수 역
- 우현 : 천만금 역
- 박준면 : 변미자 역
- 김영옥 : 김금실 역
- 신충식 : 이만득 역
- 최한빛 : 이범수(이수애) 역
- 하리수 : 리수 역
- 송보은 : 비서 역
- 정승우 : 마동식 역
- 최일화 : 서준석 역
- 홍석천 : 석천 역
- 유재상 : 오병근네 큰아들 역
- 이선호 : 김성민 역
- 이호성 : 오진철 역
- 이순성 : 오병근 역
- 홍승범 : 부동산 사장 역
- 장태민 : 작가 역
- 강석철 : 의사 역
- 전민서 : 한나 역
- 이다희 : 오은미 역 (2회 특별출연)
- 변정현
- 장문석
- 한춘일

## 시청률
| 2011년 | 2011년    | 2011년         |
| 회차   | 방송일    | AGB닐슨 시청률 |
| ------ | --------- | -------------- |
| 제1회  | 12월 17일 | 0.895%         |
| 제2회  | 12월 18일 | 0.958%         |
| 제3회  | 12월 24일 | 0.867%         |
| 제4회  | 12월 25일 | 1.106%         |
| 제5회  | 12월 31일 | 0.751%         |
| 2012년 |           |                |
| 제6회  | 1월 1일   | 0.820%         |
| 제7회  | 1월 7일   | 0.609%         |
| 제8회  | 1월 8일   | 0.509%         |
| 제9회  | 1월 14일  | 0.519%         |
| 제10회 | 1월 15일  | 0.534%         |
| 제11회 | 1월 21일  | 0.673%         |
| 제12회 | 1월 22일  | 0.658%         |
| 제13회 | 1월 28일  | 0.734%         |
| 제14회 | 1월 29일  | 1.055%         |
| 제15회 | 2월 4일   | 0.776%         |
| 제16회 | 2월 5일   | 0.867%         |
| 제17회 | 2월 11일  | 1.634%         |
| 제18회 | 2월 12일  | 0.902%         |
| 제19회 | 2월 18일  | 1.308%         |
| 제20회 | 2월 19일  | 1.424%         |
| 제21회 | 2월 25일  | 1.230%         |
| 제22회 | 2월 26일  | 1.230%         |
| 제23회 | 3월 3일   | 1.403%         |
| 제24회 | 3월 4일   | 1.388%         |
| 제25회 | 3월 10일  | 1.606%         |
| 제26회 | 3월 11일  | 1.463%         |
| 제27회 | 3월 17일  | 1.406%         |
| 제28회 | 3월 18일  | 1.537%         |
| 제29회 | 3월 24일  | 1.667%         |
| 제30회 | 3월 25일  | 1.431%         |
| 제31회 | 3월 31일  | 1.501%         |
| 제32회 | 4월 1일   | 1.736%         |
| 제33회 | 4월 7일   | 1.233%         |
| 제34회 | 4월 8일   | 1.459%         |
| 제35회 | 4월 14일  | 1.129%         |
| 제36회 | 4월 15일  | 1.187%         |